# Jaume Carot Giner
Jaume Carot Giner (Tortosa, 1960) és un físic i professor universitari català, actual rector de la Universitat de les Illes Balears.
El 1982 es va llicenciar en física per la Universitat de Barcelona. Va continuar els seus estudis, doctorant-se a la UIB el 1987. Posteriorment va fer una estada postdoctoral a la Universitat d’Aberdeen, al Regne Unit, gràcies a una beca Fleming del British Council. És catedràtic de Física Teòrica a la UIB. El 2021 fou investit rector de la Universitat, en substitució de Llorenç Huguet Rotger. Va obtenir el 63% dels vots, davant l'altra aspirant la també catedràtica Carmen Orte.